# 理夏德·西维茨
理夏德·西维茨（Ryszard Siwiec，1909年3月7日—1968年9月12日）是一位波兰會計師，曾是一位波蘭家鄉軍士兵，也是華約入侵捷克斯洛伐克後自焚抗议的第一人。当时有摄像机拍下了理夏德·西维茨的自焚 ，但波兰当局成功控制住了新闻的传播，波兰新闻媒体对事件只字未提。理夏德·西维茨自焚前他独自制定计划，因而很少有人事先知晓他會自焚。直到东欧剧变後，他的故事才为世人所知：波兰导演马切伊·德雷加斯首次在纪录片中提到了当时的情况。此后，捷克、斯洛伐克、波兰当局追授理夏德·西维茨多项荣誉。